# Fundación Peluffo Giguens
La Fundación Peluffo Giguens es una organización uruguaya creada en 1988 con el objetivo de apoyar a los niños con cáncer y sus familias, para así lograr que los niños  con esta patología puedan acceder a los tratamientos necesarios y transitarlos en las mejores condiciones posibles, sin que importe su condición socioeconómica. El nombre de la institución se obtuvo combinando los apellidos de dos médicos pediatras pioneros en el tratamiento del cáncer en niños: Euclides Peluffo y Washington Giguens.
La fundación desarrolla su actividad desde el Hogar La Campana y el Centro de Telemedicina. Además, en el marco del proyecto Cáncer Uruguay, la institución también se suma al Instituto Nacional del Cáncer para la concreción del primer Biobanco Nacional de Tumores.
Desde el Hogar se atiende todo lo referente al entorno y la mejora de la calidad de vida de los pacientes y sus familias, ya sea de Montevideo como del interior del país, facilitando tanto el acceso a los tratamientos como la cobertura de las necesidades básicas para transitarlos.
De esta manera, los pacientes del Servicio de Oncología Pediátrica del CHPR reciben apoyo social necesario para llevar adelante su tratamiento. Esto incluye el alojamiento y la alimentación en el Hogar durante los tratamientos ambulatorios así como la ayuda en la locomoción diaria, abrigo, mejora de vivienda, entre otras cuestiones.
La Fundación cuenta con un programa de promoción dirigido a adolescentes y jóvenes, cuyo objetivo es brindar mayores y mejores oportunidades, así como herramientas para la inserción social y laboral de los pacientes y expacientes de la Fundación.

## Historia
En 1988 se crea la Fundación Peluffo Giguens.
1993 - Inauguración del primer Hogar La Campana, con el fin de brindar alojamiento a los pacientes del interior del país, acompañados de un familiar, mientras deban permanecer en Montevideo por controles o tratamientos ambulatorios.
1996 – Construcción e inauguración del Hospital de Día Centro Hemato-Oncológico “Dr. Albero Pérez Scremini”, dedicado a consultas y tratamientos ambulatorios, laboratorio y sede administrativa de la Fundación.
2000 - Convenio con Ministerio de Salud Pública a través del cual se le encomienda a la Fundación Peluffo Giguens la gestión operativa del Servicio de Hemato Oncología Pediátrica del Centro Hospitalario Pereira Rossell. (2002 – 2013).
2002 - Inauguración de la nueva área de internación, ubicada en el cuarto piso del Pabellón Beisso del Centro Hospitalario Pereira Rossell, con capacidad para 19 camas, 8 de ellas ubicadas en cabinas estériles, con filtrado de aire, equipadas con los servicios necesarios de acuerdo a los requerimientos hospitalarios. Toda la zona estéril ha sido importada desde Alemania y constituye una unidad cuya tecnología de última generación solo se utiliza en centros especializados del mundo desarrollado.
2005 - Inauguración del nuevo hogar La Campana, en el predio cedido por la IMM ubicado a pocos metros del Centro Hospitalario Pereira Rossell, con la infraestructura necesaria para dar albergue, alimentación y servicios a 21 pacientes con sus respectivos acompañantes.
2007 - Ampliación del Centro Hemato – Oncológico, Hospital de Día, de acuerdo al crecimiento de la atención en policlínica, cantidad de tratamientos ambulatorios y los requerimientos médicos y tecnológicos.
2012 - Construcción del Centro de Telemedicina, el cual permite a los equipo técnicos de todas las especialidades médicas, la posibilidad de realizar interconsultas médicas nacionales e internacionales, que posibiliten el intercambio de datos para realizar diagnósticos, indicar tratamientos, prevenir enfermedades y evitar traslados innecesarios, así como un espacio de docencia e intercambio entre profesionales de la salud de todas las especialidades médicas, de todo el Uruguay y del exterior.
2013 - Alianza entre La Fundación y el Instituto Nacional del Cáncer, Siguiendo con el compromiso y apoyo a la problemática del cáncer, la Fundación Peluffo Giguens realiza una alianza con el INCA, con el fin de brindar las mejores posibilidades de diagnóstico, tratamiento y atención, a quienes lo padecen a y a los profesionales que los atienden, a través del instrumento de la Telemedicina.
Además esto abre el camino para brindar apoyo, no solo al niño con cáncer, sino también a aquellos que padecen la cotidianeidad de la enfermedad a través de algún miembro de su núcleo familiar con este diagnóstico.
2015 – Lanzamiento del Banco de Vida, biobanco nacional de tumores, junto al Instituto Nacional del Cáncer y ASSE.

## Domingo Amigo
Domingo Amigo es una jornada solidaria que la Fundación Peluffo Giguens realiza anualmente desde 1998.
Cuenta con transmisión televisiva en directo, en la que se desarrollan diversos espectáculos musicales y artísticos, alternando con entrevistas en vivo, emisión de tapes institucionales, remate de diferentes donaciones como camisetas oficiales de fútbol autografiadas y más.
El objetivo de esta jornada solidaria es la recaudación de fondos en beneficio de los niños y adolescentes uruguayos con cáncer, volcando los fondos para llevar adelante toda la tarea de soporte, alojamiento, alimentación y demás, que se brinda a los pacientes y familiares que se alojan en el Hogar La Campana, sumando también el apoyo al proyecto cáncer país, en conjunto con el Instituto Nacional del Cáncer.
Participan en este evento nacional importantes figuras de los medios de comunicación, artistas y deportistas uruguayos, entre los que se destaca la actuación de la «Madrina» de la Fundación: Natalia Oreiro. También participan figuras como Osvaldo Laport, Facundo Arana y Sebastián Almada, además de otras figuras destacadas del medio.

## Controversias
El 18 de junio del 2011 el cuerpo médico de la Fundación Peluffo Giguens (FPG), encabezado por el jefe del Servicio de Hemato Oncología del Pereira Rosell, Ney Castillo, anunció la renuncia masiva a partir del 15 de julio de 2011. Argumentaron que no podían seguir trabajando con el presidente de la fundación, Jorge Bartesaghi, por discrepancias respecto a las prioridades presupuestales para la FPG. Varios médicos se retiraron de la institución y crearon la Fundación Pérez Scremini, que pasó a gestionar el servicio de oncología pediátrica del Hospital Pereira Rossell desde 2013.